# منوسمرتی

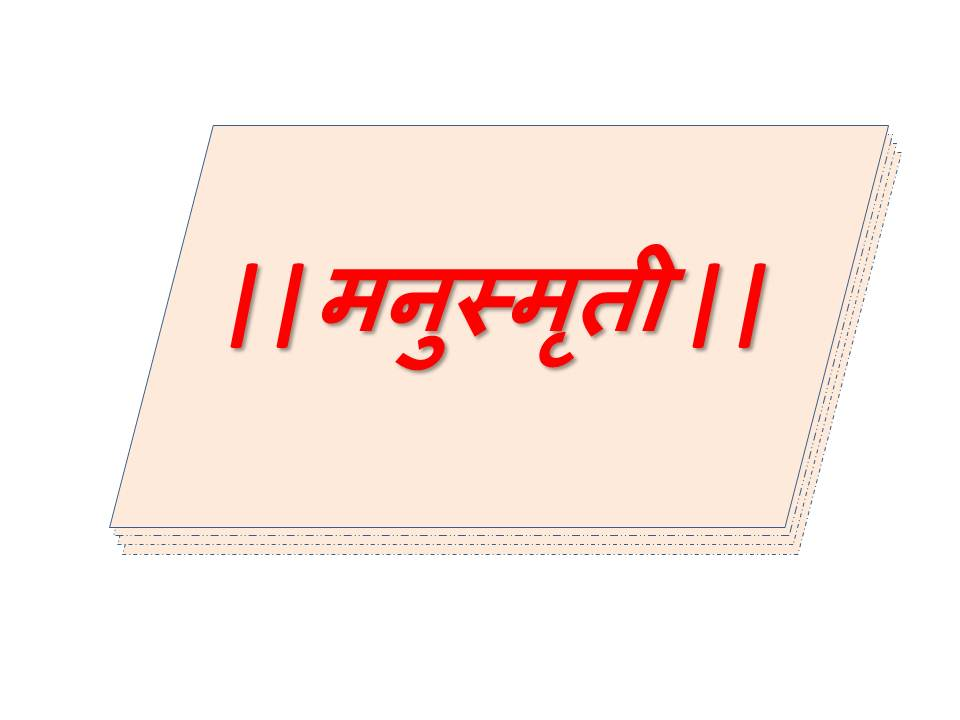
منوسمرتی.

مَنوسْمْرتی (سانسکریت: मनुस्मृति) یکی از متون دینی هندوئیسم  جزئی از سمرتی‌ها (قانون‌نامه‌ها) است.
مهم‌ترین سمرتی‌ها عبارت‌اند از مَنوسْمرتی یا همان قانون مَنو، یَجْنَه والْکیَه سْمْرتی و نارده سْمْرتی. از این میان منوسمرتی شهرت بیشتری دارد.
مَنوسْمْرتی اثری مهم و مؤثر در سنت هندویی است که آن را به‌مانْوَه‌درمه‌شاسْتْره، یعنی وظیفه‌شناسی منو نیز می‌شناسند. منوسمرتی در بردارنده قواعد و احکام عملی سنتی هندویی است.
تاریخ تدوین آن به احتمال به سده‌های یکم یا دوم پیش از میلاد می‌رسد. این کتاب همه درمه هندویی را به صورت احکام شایست و ناشایست، پاداش و کیفر کردارها و خاصیت اعمال گوناگون در خود گرد آورده‌است.
مطالب آن شامل آداب و رسوم، قواعد اجرای آیین‌های نیایشی، و اصول اخلاقی می‌شود و همه دوره‌های زندگی هندو آشْرمه‌ها، از دوره دانش‌آموزی تا دوره خانه‌مندی، گوشه‌نشینی و دوره ترک دنیا را شامل می‌شود و برای هر یک دستور العمل‌ها و قواعد خاص خود را شرح می‌دهد.
همه این قواعد در ضمن یک طرح کیهان‌شناختی ویژه‌ای بیان می‌شود. مَنو در این کتاب همانا نخستین انسان و نیای بشریت است که در چارچوب برنامه برهمن وحی دریافت می‌کند. او در عین حال، همان کسی است که سْمْرتی، یعنی «سنّت به یاد آمده» را ترویج و ابلاغ می‌کند.
در منوسمرتی چند نکته، بسیار مورد توجه است؛ یکی جایگاه ویژه برهمنان است، که گاه رنگ و بویی تند و افراطی می‌گیرد. دیگری اهمیت دادن به نظام طبقاتی و آداب آنان است. و سوم استفاده از شیوه‌های تشویق و ترغیب، شبیه به وعد و وعیدهای بسیار بزرگ برای اعمال به ظاهر کوچک، است که در سراسر این کتاب دیده می‌شود.

## گفتارها و درون‌مایه
منوسْمْرتی به دوازده گفتار تقسیم می‌شود. به جز گفتار نخست که درباره آفرینش جهان است، و گفتار دوازدهم که در موضوع تناسخ و رستگاری آن‌جهانی سخن می‌گوید، سایر باب‌ها به قوانین و احکام و آداب می‌پردازد.
موضوعات آن شامل موارد زیر است: 
احکام و آداب مربوط به دوره دانش‌آموزی (نخستین مرحله از مراحل چهارگانه زندگی هندو)، غسل، دوره خانه‌مندی و کار و ازدواج (دومین دوره) نیایش و آداب روزانه، میهمانی، احکام پیشکش‌گزاری، خوراکی‌ها و نوشیدنی‌ها، احکام و آداب مربوط به کار و کسب، طهارت و نجاسات، آداب دوره زهد، ویژگی‌های پادشاهی و وظایف او، احکام حقوقی و کیفری، شهادت بیّنه، احکام مالِ پیدا شده، احکام سنجش و وزن‌کشی، احکام دین و رهن، احکام تعهد و کفالت، احکام امانت، پیمان‌مندی و پیمان‌شکنی، دعاوی، حدود، احکام اهانت، خوارداشت، قتل و جرح، احکام دزدی، احکام زنا و فحشا، وظایف همسری، حقوق و وظایف نسبت به فرزندان، ازدواج و طلاق، ارث، احکام نوشیدن مست‌کننده‌ها، قصاص و رشوه، نظام اداری، منزلت برهمنان، وظایف اهل هر طبقه از طبقات چهارگانه، احکام مربوط به چندطبقه‌ای‌ها (کسانی که از آمیزش دو طبقه متولد شده‌اند)، کفاره گناه و علامت گناهکاری.